# Sydney Olivier
Sydney Haldane Olivier, 1. baron Olivier KCMG (ur. 16 kwietnia 1859 w Colchesterze, zm. 15 lutego 1943) – brytyjski urzędnik służby cywilnej, kolonialny gubernator Jamajki, członek Partii Pracy, minister w pierwszym rządzie Ramsaya MacDonalda. Stryj aktora sir Laurence’a Oliviera.
Był drugim z dziesięciorga dzieci wielebnego Arnolda Oliviera. Wykształcenie odebrał w Tonbridge School oraz w Corpus Christi College na Uniwersytecie Oksfordzkim, gdzie studiował filozofię i teologię. Po studiach złożył egzaminy na członka służby cywilnej. Wiosną 1882 r. rozpoczął pracę w Ministerstwie Kolonii. W tym czasie Olivier był członkiem Land Reform Union, a w 1885 r. wstąpił do Fabian Society. W tym samym roku poślubił Margaret Cox. W latach 1886–1890 był sekretarzem Fabian Society.
W październiku 1890 r. został wysłany do brytyjskiego Hondurasu. W 1895 r. został wysłany na Wyspy Nawietrzne, gdzie został kontrolerem generalnym. Po powrocie do Londynu został prywatnym sekretarzem podsekretarza stanu w Ministerstwie Kolonii, lorda Selborne'a. W 1897 r. został sekretarzem West Indian Royal Commission. W 1898 r. brał udział w negocjacjach handlowych w Waszyngtonie jako reprezentant brytyjskich kolonii w Indiach Zachodnich.
Po wybuchu II wojny burskiej Olivier, który sprzeciwiał się tej wojnie, popadł w konflikt z ministrem kolonii Josephem Chamberlainem. W efekcie został w 1900 r. wysłany na Jamajkę. Do Wielkiej Brytanii powrócił w 1903 r. Wkrótce jednak powrócił na wyspę, gdzie nadzorował usuwanie zniszczeń po huraganie. W tym czasie pełnił obowiązku gubernatora wyspy. Do Wielkiej Brytanii powrócił w 1904 r. i przez trzy lata był głównym sekretarzem Departamentu Zachodniej Afryki i Indii Zachodnich w Ministerstwie ds. Kolonii. W 1907 r. powrócił na Jamajkę jako gubernator wyspy. Otrzymał wówczas Krzyż Komandorski Orderu św. Michała i św. Jerzego.
Olivier pozostał na stanowisku gubernatora do 1913 r. Po powrocie do kraju nie pracował już w Ministerstwie Kolonii. Przez cztery lata był stałym sekretarzem przy Radzie Rolnictwa. W latach 1917–1920 był asystentem kontrolera i audytora Skarbu Jego Królewskiej Mości. W 1920 r. odszedł na emeryturę.
Kiedy w styczniu 1924 r. Partia Pracy sformowała swój pierwszy rząd Olivier został w nim ministrem ds. Indii. W lutym otrzymał tytuł 1. barona Olivier i zasiadł w Izbie Lordów. W lipcu sprzeciwił się planom udzielenia pożyczki Związkowi Radzieckiemu, a następnie skrytykował decyzję MacDonalda o przeprowadzeniu przedterminowych wyborów, które zakończyły się porażką Partii Pracy i odsunięciem jej od władzy.
Olivier nie otrzymał żadnego stanowiska w drugim rządzie MacDonalda w 1929 r. Zamiast tego został wysłany do Indii Zachodnich, gdzie miał kontrolować handel cukrem. Po powrocie zrezygnował z udziału w życiu publicznym. Zmarł w 1943 r. Wraz z jego śmiercią wygasł tytuł parowski.